# Publius Cornelius Scipio (konsul 218 f.Kr.)
 For alternative betydninger, se Publius Cornelius Scipio. (Se også artikler, som begynder med Publius Cornelius Scipio)
Publius Cornelius Scipio (død 211 f.Kr.) var en general og statsmand i den Romerske Republik og far til Scipio Africanus.
Som medlem af familien (gens) Cornelia tjente Scipio som romersk konsul i 218 f.Kr., det første år af den Anden Puniske Krig. Ved krigens udbrud blev han beordret til at føre krig på Den Iberiske Halvø og konfrontere Hannibal selv, mens hans medkonsul Tiberius Sempronius Longus blev tildelt Sicilien og Afrika. Scipio fik tilladelse til at rekruttere to romerske legioner, yderligere 14.000 allierede infanterister, 1.600 allierede kavalerier og 60 quinqueremes. Han sejlede med sin hær fra Pisa med den hensigt at konfrontere Hannibal i Hispania. Da han stoppede ved Massalia (nutidens Marseille) for at sikre sine forsyninger, blev han chokeret over at opdage, at Hannibals hær allerede havde marcheret fra Hispania og krydsede Rhône. Scipio gik fra borde og marcherede sin hær mod Hannibal for at konfrontere ham – som dog i mellemtiden havde marcheret videre. Da han vendte tilbage til flåden, betroede han kommandoen over sin hær til sin bror Gnaeus Cornelius Scipio Calvus og sendte ham afsted til Hispania for at fortsætte med den oprindeligt påtænkte mission. Scipio vendte tilbage til Italien for at tage kommandoen over de tropper, der kæmpede i Cisalpine Gallien.
Ved sin tilbagevenden til Italien rykkede han straks frem for at møde Hannibal. I et skarpt kavaleriopgør nær Ticinus – en biflod til Po-floden – blev han besejret og hårdt såret. I december samme år var han igen vidne til et fuldstændige nederlag til den romerske hær ved Trebia, da hans medkonsul Tiberius Sempronius Longus angiveligt insisterede på at kæmpe imod Scipios råd.
Trods de militære nederlag bevarede han stadig tilliden blandt det romerske folks; hans kommandoperiode blev således forlænget, og det følgende år fandt man ham i Hispania sammen med sin bror Calvus, hvor han besejrede kartagerne og styrkede Roms position på den iberiske halvø. Han fortsatte kampagnerne i Hispania indtil 211 f.Kr., hvor han blev dræbt i forbindelse med sin hærs nederlag ved den øvre Baetis-flod. Samme år blev Calvus og hans hær tilintetgjort ved Ilorci nær Carthago Nova. Detaljerne om disse kampagner er ikke fuldt kendte, men det synes, at de to Scipiones' endelige nederlag og død skyldtes celtiberiernes desertering, som blev bestukket af Hasdrubal Barca, Hannibals bror.
Ved sin begravelse holdt Lucius Marcius en tale, da hans hoved pludselig udbrød i brand. Dette er blevet tolket som et guddommeligt budskab til Scipios soldater om, at de skulle hævne hans død.
Han var søn af Lucius Cornelius Scipio (født ca. 300 f.Kr.) og far til Publius Cornelius Scipio Africanus (født 236/235 f.Kr.) og Lucius Cornelius Scipio Asiaticus.